# 黃進龍
黃進龍（1963年—），臺灣畫家，現為國立臺灣師範大學美術系教授。
黃進龍，生長在東港漁村，自幼即喜愛繪畫，尤以漁船或港邊的題材最為嫻熟。曾獲全國美展首獎及全省美展水彩類永久免審查資格、第38屆中國文藝協會文藝獎章「水彩創作獎」、中國畫協會「金爵獎」。
黃進龍目前擔任中華亞太水彩藝術協會理事長、臺灣國際水彩畫協會榮譽理事長。多次舉辦創作個展、參與國內外聯展，著作出版計有：《黃進龍畫冊》、《花語錄》、《遊子心、故鄉情》、《「漁」的意象構築系列》、《社會脈動與意象構築》、《彩妝、墨韻》、《墨流．彩動》、《抒情》、《東方抒情》、《臺灣高見》、《East Wind》及《Abandon / Gain: East - West Artistic Encounter》等創作專輯或論文集，出版「美術系水彩畫」DVD光碟片一套6片(華視、赫聲行共同出版) ，編著「水彩技法解析」「素描技法解析」、「水彩畫」等。2017浙江人民美術出版社出版《曲線-黃進龍的人體繪畫藝術》（Nude Languages in the Art of Chin-Lung Huang）。

### 簡歷
- 國立臺灣師範大學藝術學院教授
- 臺灣國際水彩畫協會榮譽理事長
- 中華亞太水彩藝術協會理事長
- Australian Waterculour Institute 榮譽會員
- Penn State University 訪問學者 2009/08-2010/08
- American Watercolor Society國際評審 2012

### 展覽
- 1992 首次個展(臺北高格畫廊)
- 1993「花語錄」專題創作展(首都藝術中心)
- 1997「黃進龍、遊子心、故鄉情」個展(屏東縣立文化中心)
- 1998 黃進龍水彩創作個展－「透明與不透明的對話」(台東社教館)
- 1999「漁」的意象構築系列個展(臺北飛元藝術中心)
- 2000「彩妝、墨韻」黃進龍2000個展(高雄福華沙龍)
- 2002「墨流．彩動」創作個展(世華藝術中心)
- 2005「抒情」2005黃進龍個展(萬能科大創意藝術中心)
- 2006 黃進龍個展(土地銀行藝文空間)
- 2006東方抒情」黃進龍個展(臺中大古文化藝術中心)
- 2008「台灣高見」專題創作個展(國泰世華藝術中心)
- 2009「Eastern Wind」創作個展(Jung Gallery, 首爾)
- 2011 「水•花蕩漾」個展(臺中大古文化藝術中心)
- 2011 「建構新東方繪畫的歷程」2000 - 2011創作展(屏東美術館)
- 2016 "Abandon / Gain: East - West Artistic Encounter"黃進龍個展(Hwang Gallery Inc., 紐約)

### 著作出版
- 1992 出版「黃進龍畫冊」專輯
- 1992 編著「水彩技法解析」(藝風堂)
- 1993 出版「花語錄」創作專輯
- 1996 編著「素描技法解析」(藝風堂)
- 1997 出版「黃進龍、遊子心、故鄉情」專輯
- 1999 出版「漁」的意象構築系列專輯
- 1999「社會脈動與意象構築」論文集
- 2000 出版「彩妝、墨韻」作品集
- 2000 編著「水彩畫」(三民書局)
- 2002 「墨流．彩動」創作專輯
- 2005 「抒情」2005黃進龍作品集
- 2005「美術系水彩畫」DVD光碟片一套6片(華視、赫聲行共同出版)
- 2006 「東方抒情」創作專輯(大古出版社)
- 2008 「臺灣高見」創作專輯(臺灣藝術家出版)
- 2009 「Eastern Wind」創作專輯(Jung Gallery, 首爾)
- 2009 「「冬冬的第一次飛行」繪本(和英出版社)
- 2011 「水•花蕩漾」創作專輯(大古出版社)
- 2011  臺灣名家美術100年 黃進龍專輯（香柏樹文化）
- 2016 "Abandon / Gain: East - West Artistic Encounter"黃進龍個展畫集 (藝風堂出版社)
- 2017 「曲線-黃進龍的人體繪畫藝術」(浙江人民美術出版社，杭州)

## 外部連結
- 黃進龍在國立臺灣師範大學美術學系網頁 （页面存档备份，存于）